# Maďarská komunistická strana
Maďarská komunistická strana (maďarsky Magyar Kommunista Párt, v letech 1918–1919 a 1922–1943 Kommunisták Magyarországi Pártja – Strana komunistů Maďarska) byla maďarská politická strana komunistické orientace, která existovala v letech 1918–1948. Byla členem Kominterny a později Kominformy. 

## Historie
Strana byl založena v říjnu 1918 v Moskvě Bélou Kunem a znovu oficiálně pak i v Maďarsku 24. listopadu 1918. Vznikla pod názvem Strana komunistů Maďarska (Kommunisták Magyarországi Pártja), tento název nesla v letech 1918–1919 a 1922–1943. V průběhu doby nesla i jiné názvy (Socialistická strana Maďarska, Strana socialistických komunistických dělníků v Maďarsku, Strana míru). Jako Maďarská komunistická strana vystupovala ve finální fázi své existence, od roku 1944. V roce 1948 byla sloučena se Sociálnědemokratickou stranou Maďarska do nově vzniklé hegemonní síly ustaveného komunistického režimu zvané Maďarská strana pracujících neboli Magyar Dolgozók Pártja (později byla nahrazena Maďarskou socialistickou dělnickou stranou).

Vlajka strany

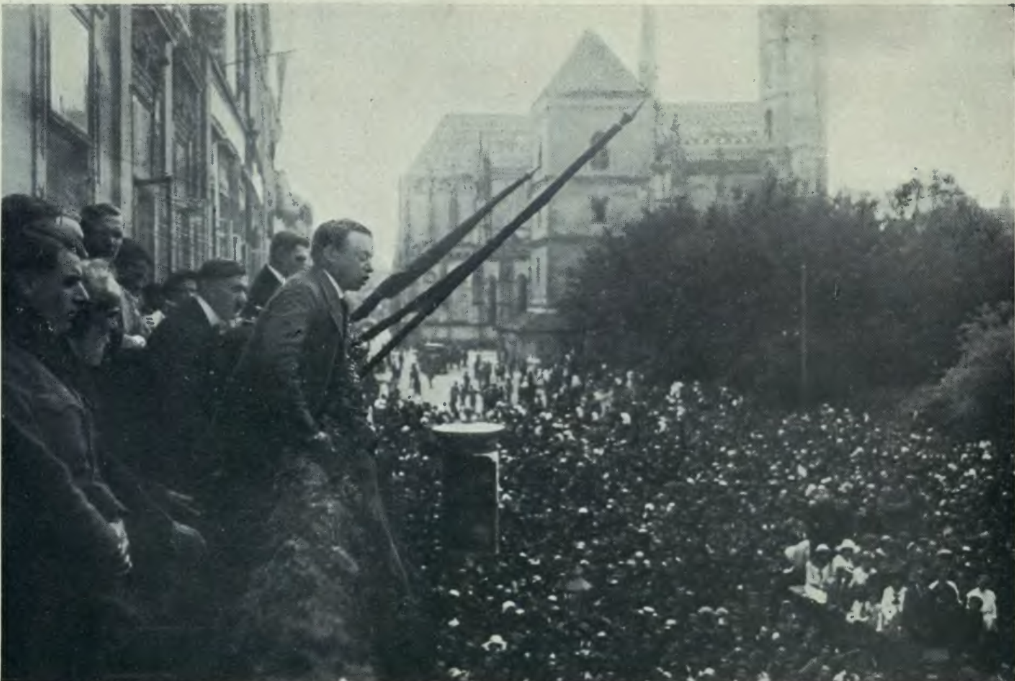
Béla Kun řečnící v Košicích roku 1919

Komunistická strana Maďarska byla krátce u moci během existence tzv. Maďarské republiky rad, pokusu o sovětský komunistický stát v Maďarsku. Republika rad existovala od 21. března do 1. srpna 1919. Hospodářská politika strany vytvořila v té době vysokou inflaci a vedla k nedostatku potravin v celé zemi. Po svržení komunistické moci rumunskou armádou uprchl Kun a celé vedení strany nejprve do Vídně a posléze do Sovětského Ruska. V sovětském exilu působila strana až do obsazení Maďarska Sověty během druhé světové války. V Maďarsku se komunisté v roce 1925 pokusili založit jakousi náhradní stranu, která by mohla legálně působit, nazvali ji Strana socialistických dělníků Maďarska (Magyarországi Szocialista Munkáspárt), ale úřady ji zakázaly v roce 1927. Po vykolejení osobního vlaku v Biatorbágy komunistou Szilveszterem Matuškou v roce 1931 maďarská vláda vyhlásila stanné právo a pozatýkala tisíce komunistů. Organizační struktura ilegální strany na území Maďarska byla tak narušena, že ji Kominterna rozpustila. Kun měl v Sovětském svazu poměrně velký vliv v Kominterně, ačkoli Vladimir Lenin mu nedůvěřoval. Nakonec byl Kun roku 1937 zatčen Josifem Stalinem a popraven během Velké čistky. Popraveno bylo i mnoho dalších maďarských emigrantů, strana byla v troskách a neměla ani svého předsedu. S rozpuštěním Kominterny v roce 1943 de facto přestala existovat.

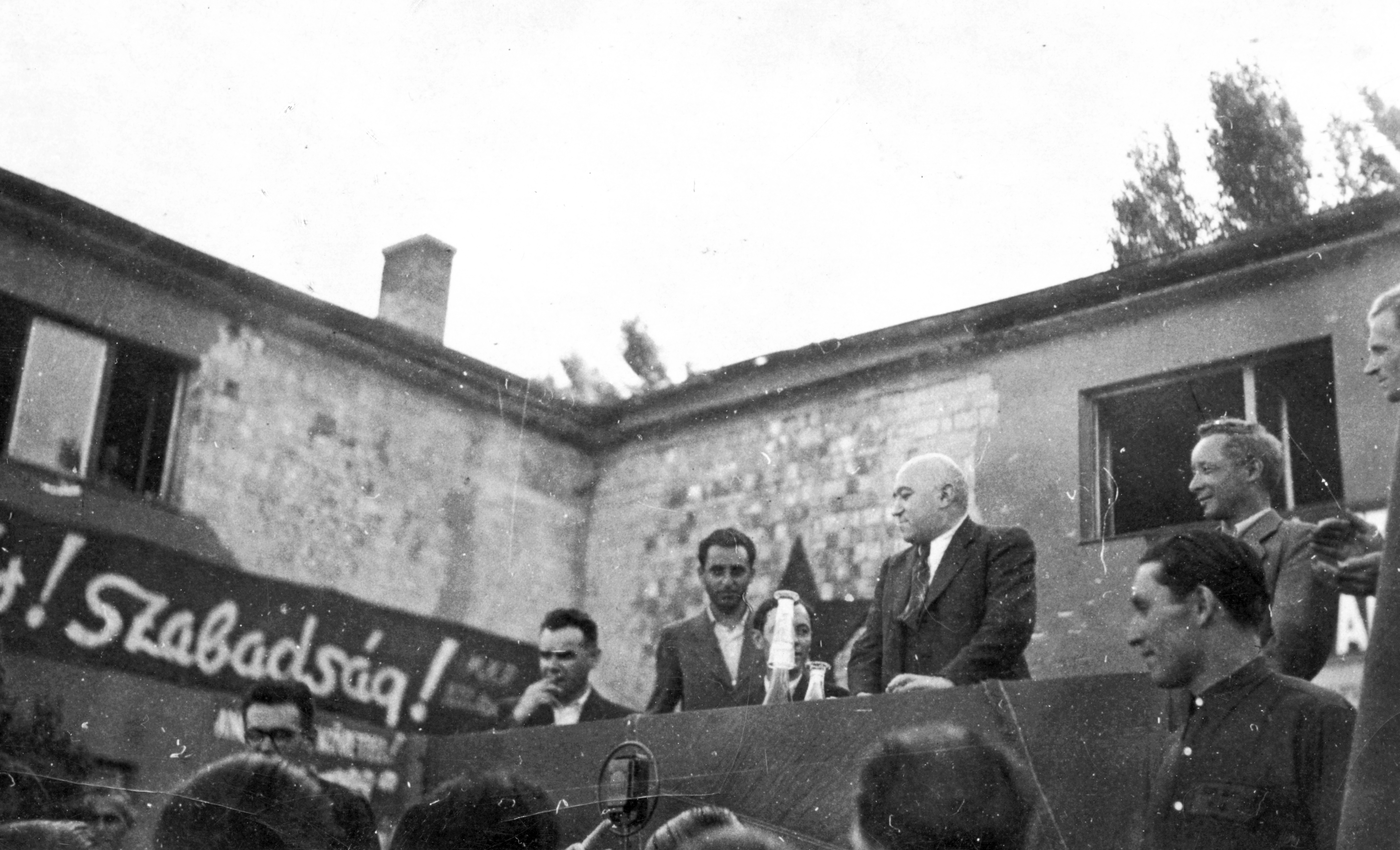
Mátyás Rákosi roku 1945

Toho roku ji ale János Kádár obnovil pod názvem Strana míru. Vedl ji do roku 1944, kdy po osvobození Maďarska Rudou armádou strana začala znovu působit v Maďarsku (Budapešť osvobozena v únoru 1945) a do jejího čela se postavil Mátyás Rákosi. V prvních poválečných volbách strana získala 17 procent hlasů. To bylo dosti málo, ale s přítomností Rudé armády v zemi měli maďarští komunisté dost času a prostoru na to, aby své politické odpůrce odrovnali. Předseda strany Mátyás Rákosi přišel se strategií nátlaku na nekomunistické strany, aby postupně vylučovaly své nepoddajné členy jako „fašisty“ nebo fašistické sympatizanty. Tuto strategii později nazval „salámovou taktikou“. Během dvou let se komunistům podařilo takto učinit poddajnými všechny existující politické strany včetně největší Nezávislé malorolnické strany. Posledním problémem byli sociální demokraté. Když ti byli v červnu 1948 přinuceni ke sloučení s komunisty, byl postupný komunistický převrat v Maďarsku dovršen. V čele nové strany byl Rákosi, i další klíčová místa obsadili komunisté. V roce 1949 se již konaly volby, ve kterých byl voličům předložen jediný seznam kandidátů tzv. Nezávislé demokratické fronty (obdoba československé Národní fronty) kontrolované komunisty.